# 库尔拉站
库尔拉站（英語：Kurla，原名Coorla，中央线车站代码C，海港线车站代码CH）是一个位于印度孟买库尔拉片区的铁路车站，为孟买市郊铁路中央线和海港线的站点。

## 历史
该站是印度最古老的铁路车站之一，于1853年随着大印度半岛铁路（GIPR）孟买至塔那段开通而启用。
1879年，库尔拉站开始有市郊列车始发。车站在1913年建成市郊列车总站，并在1915年完成四线化。
1910年12月12日，伴随着市郊铁路海港线开通，库尔拉站增设海港线站台。

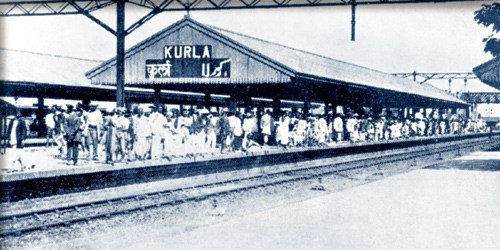
1925年的库尔拉站
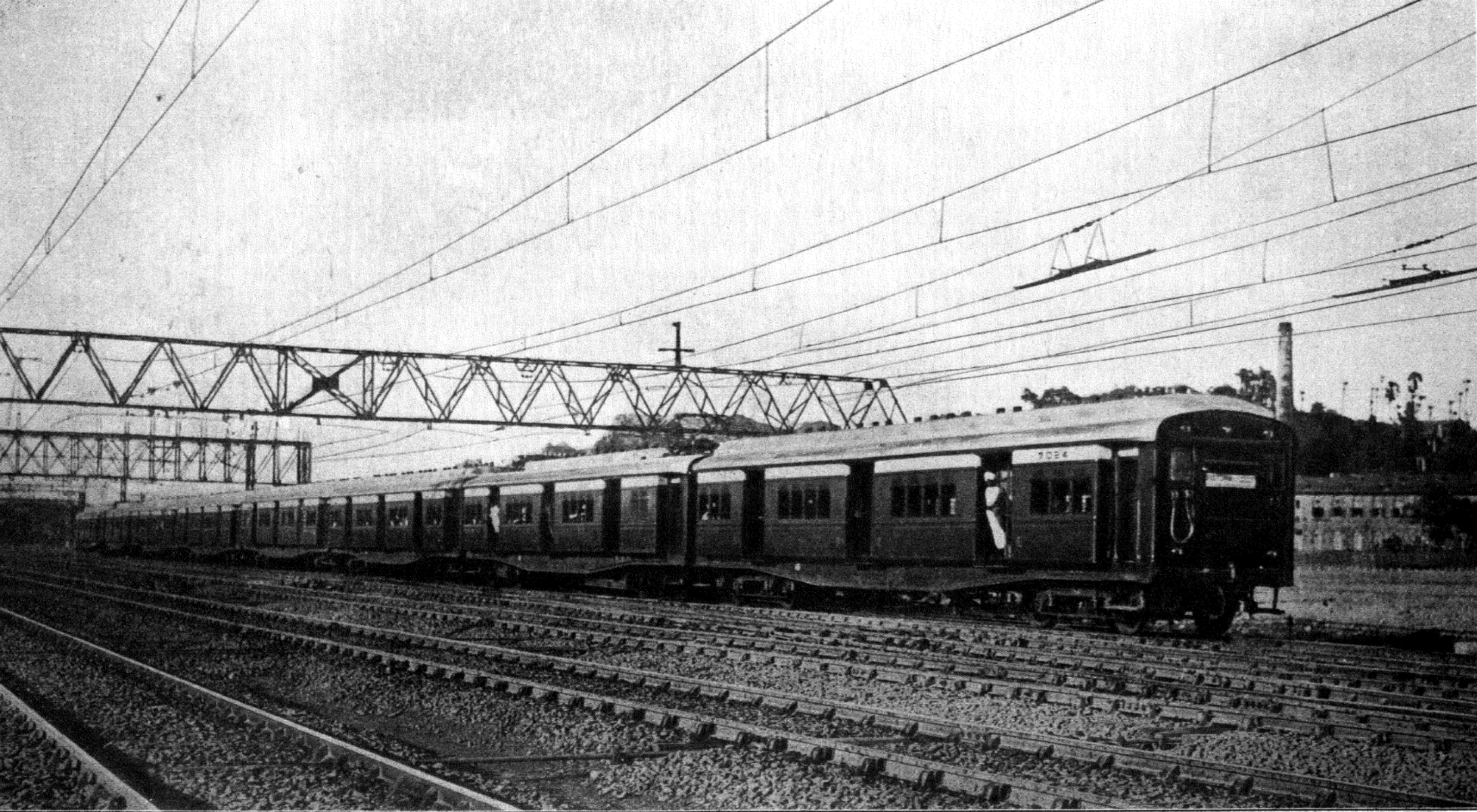
一列8节编组的电力动车组到达库尔拉站，1924年左右

## 结构
库尔拉站目前有8个站台使用中，1、1A、4号站台为中央线慢车站台，其中1A站台曾用作撒尔塞特-特朗贝铁路的站台，该线路已拆除。2、3号站台为库尔拉站始发站台，5、6号站台为中央线快车站台。7、8号站台为海港线站台。车站曾设有9、10号站台，用于海港线瓦西站-库尔拉站区间列车始发，在海港线延伸至新孟买之前则用于瓦西站-曼胡德站区间列车始发，站台于2000年代初遗弃。
车站各站台通过人行天桥连接，并与车站东、西两侧相连，车站两侧的街区也通过地下通道相连。

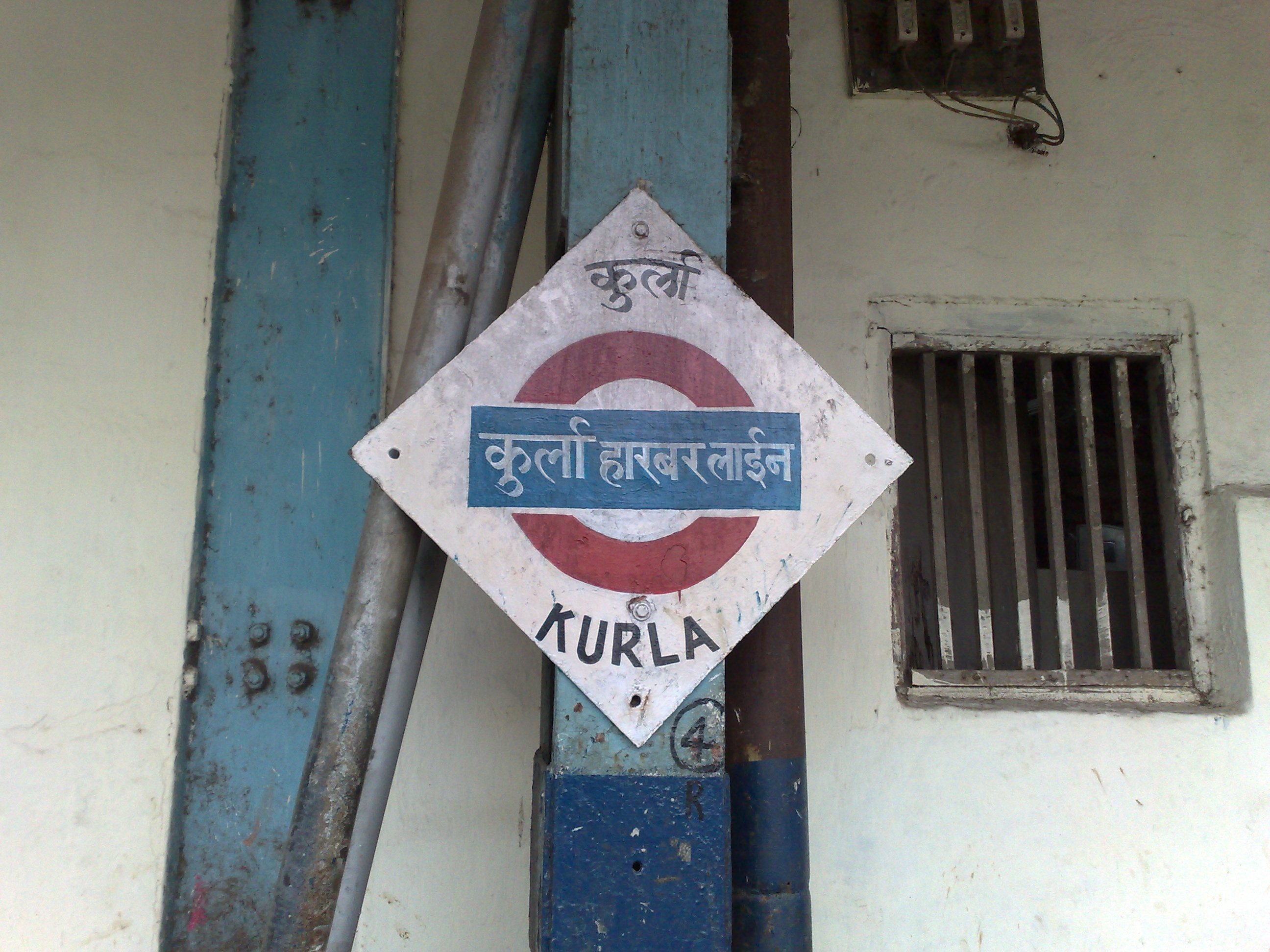
站台名牌
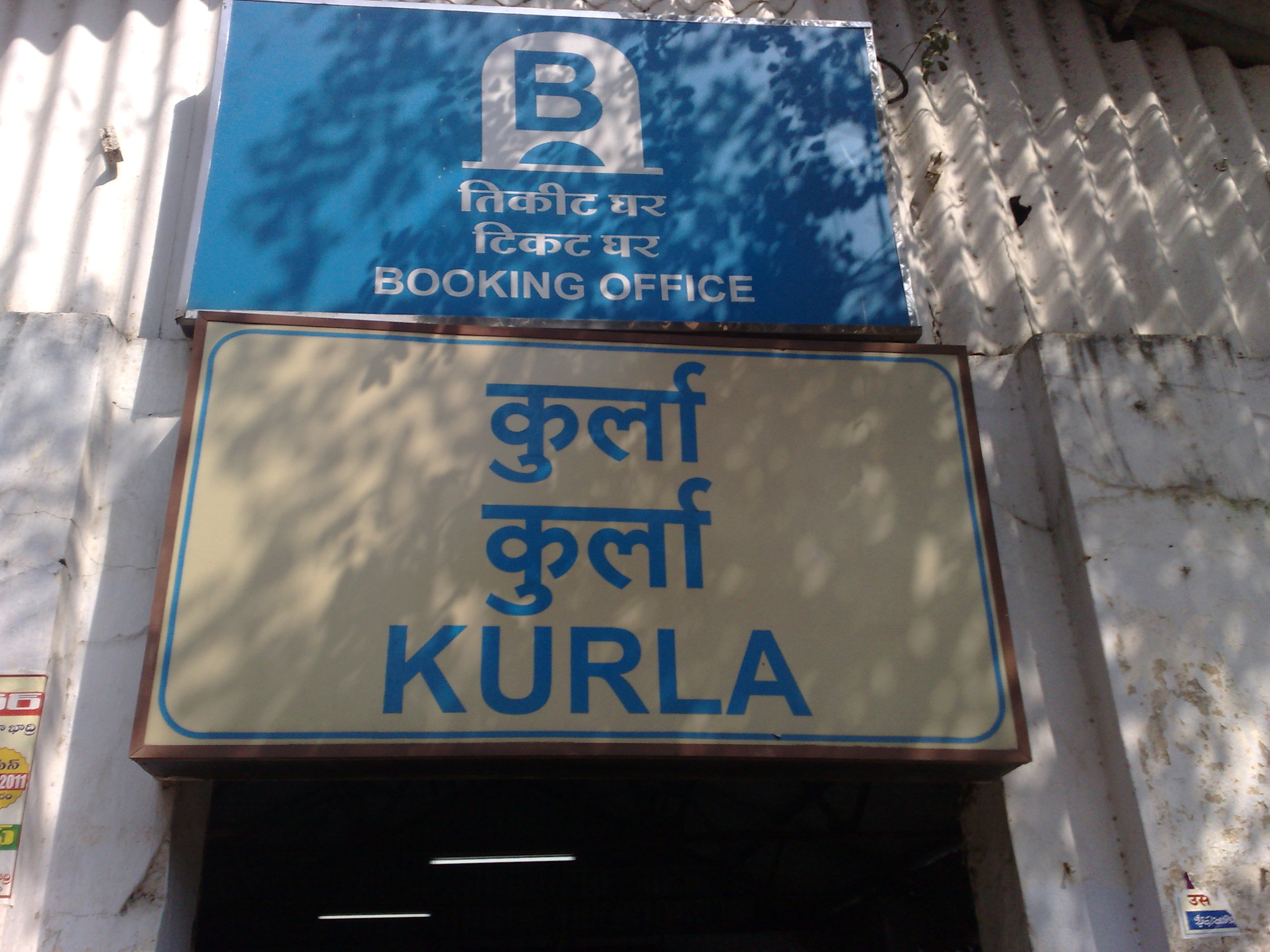
售票处

| 西                                                                              |                              |
| 1号站台（中央线慢车下行站台，侧式站台）                                         |                              |
| 中央线慢车下行轨道（往卡良交汇站）→                                             |                              |
| 1A号站台（中央线慢车下行站台，岛式站台） 2号站台（中央线慢车站台，岛式站台）    |                              |
| 中央线慢车到发线                                                                |                              |
| 中央线慢车到发线                                                                |                              |
| 3号站台（中央线慢车站台，岛式站台） 4号站台（中央线慢车上行站台，岛式站台）     |                              |
| ←中央线慢车上行轨道（往孟买CST）                                                |                              |
| 中央线快车下行轨道（往卡良交汇站）→                                             |                              |
| 5号站台（中央线快车下行站台，岛式站台） 6号站台（中央线快车上行站台，岛式站台） |                              |
| ←中央线快车上行轨道（往孟买CST）                                                |                              |
| 海港线下行轨道（往戈雷冈站/潘维尔站）→                                          |                              |
| 7号站台（海港线下行站台，岛式站台） 8号站台（海港线上行站台，岛式站台）         |                              |
| 东                                                                              | ←海港线上行轨道（往孟买CST） |

- 站台名牌
- 售票处